# ブラック・ダイク・バンド
ブラック・ダイク・バンド（Black Dyke Band）は、1855年に創設されたブラスバンド (金管バンド) である。ブラスバンドとしては非常に長い歴史を持ち、かつてはブラック・ダイク・ミルズ・バンド (Black Dyke Mills Band) という名前で世界的に良く知られていた。その長い歴史の中では受賞経験も多く、2014年の全英ブラスバンド選手権大会では23回目の優勝を勝ちとり、彼らが持つ史上最多優勝記録を更新した。また、同じく2014年のブリティッシュオープンにおいても大会最多となる30回目の優勝を果たし、翌2015年にはヨーロッパ選手権でも大会最多の13回目の優勝を果たした。。

## 概要

### 歴史

#### 設立

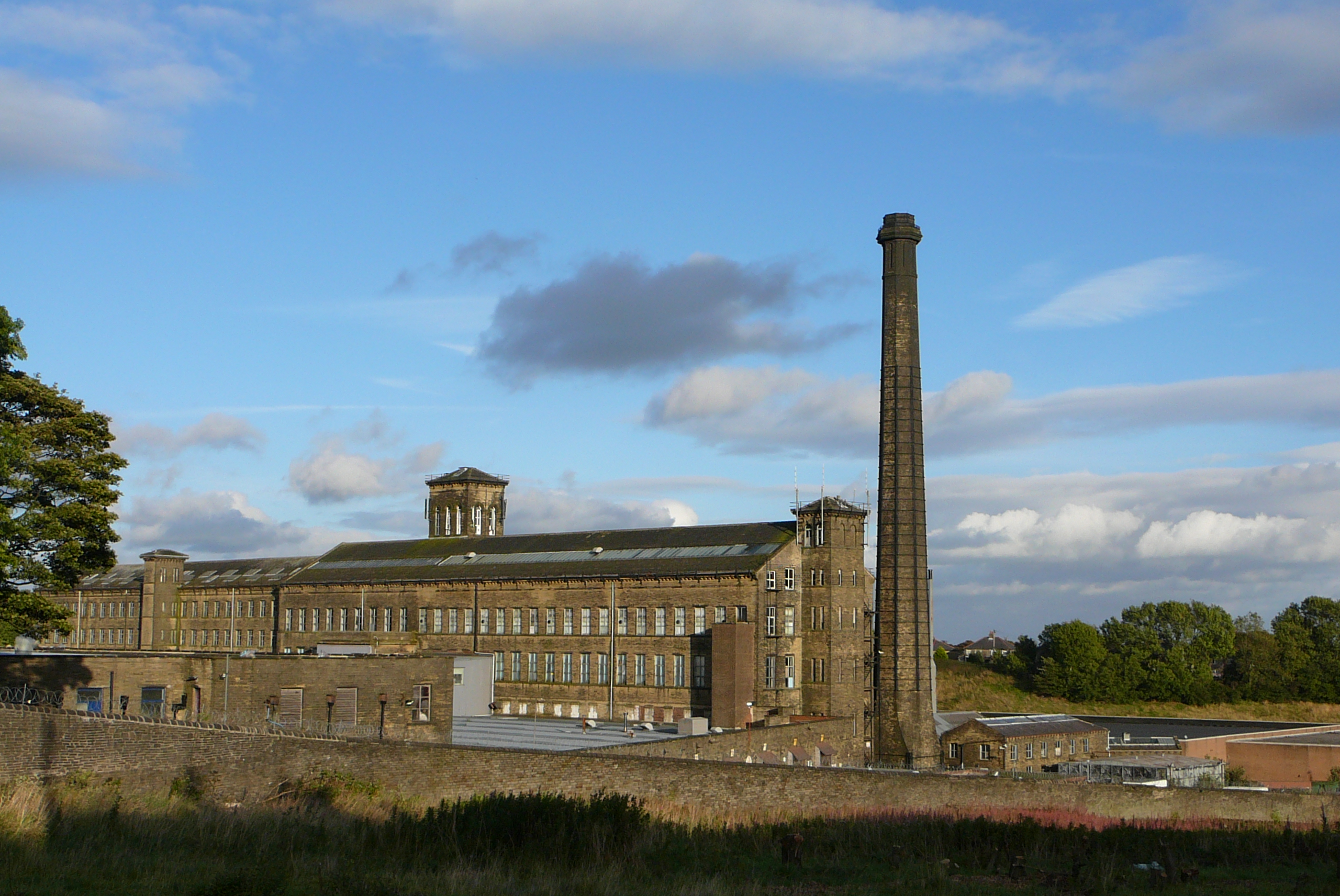
ブラック・ダイク・ミルズ

1816年、イングランドのクイーンズヘッド村 (Queenshead、現在のクイーンズベリー村、ウェスト・ヨークシャー州カークリーズ) に、ウィンド・バンド (吹奏楽団) がピーター・ワートン (Peter Wharton) によって設立された。その村にあったブラック・ダイク・ミルズ（ブラック・ダイク紡績工場）のオーナー、ジョン・フォスター（John Foster）もそのバンドにフレンチ・ホルン奏者として参加していたが、バンドは人数が次第に減っていき、1837年には一度新たに設立し直されたが、結局は運営できなくなっていった。そこでフォスターは、自分の工場に練習室を建て、楽器を買いそろえ、自分の工場で生産した生地でユニフォームを用意し、そのウィンド・バンドおよび工場内から金管、打楽器の奏者を集めて1855年9月に19人のメンバーでバンドを作った。この新しいバンドがブラック・ダイク・ミルズ・バンドである。バンドのメンバーはほとんどがクイーンズベリーか近郊の住人で、地域社会と強いつながりを持つバンドとして活動を始めた。
設立して10ヶ月の1856年7月に、ハルで行われたコンテストに参加。当時もっとも優れたバンドの一つであったスミス・リード・バンド (Smith's Leeds）に次ぐ2位を獲得した。その翌年の1857年にはハリファックス (Halifax) のコンテストで優勝（賞金10ポンド）、バトリー (Batley) のコンテストで2位（賞金6ポンド）を獲得した。

#### メディアへの露出
1903年8月6日から8日にかけて初めての録音が行われ、5枚の7インチ片面盤と20枚の12インチ片面盤（グラモフォン型）が発売された。1905年にはエジソン・シリンダー型でも録音が発売された。また初のラジオ放送は1925年10月5日で、設立3年目のBBCが1時間番組として5曲の演奏を全英に向けて放送した。

#### 組織転換
1993年にはバンド運営をより活発にするため、Friends of Black Dyke Mills Band (ブラック・ダイク・ミルズ・バンド友の会) を設立し、CD や書籍、演奏会の割り引きチケットなどを販売するとともに、広く一般からも支援を募り始めた。これにより一般社会に対するバンドの露出が大幅に拡大することになった。
1994年には、バンドの拠点はブラック・ダイク紡績工場のまま、経済的な支援はブラッドフォード・アンド・ビングレー住宅金融組合 (Bradford & Bingley Building Society (en)) が行うことになった。
1996年後半、ブラック・ダイク紡績工場は経営不振に陥り、資産売却を迫られる事態になった。バンドの維持も困難に直面したため、7人の会員からなるバンドの運営協会を設立、そして協会が法人を設立し、その法人 (charity と表現されている) でバンドの関連施設や資産を買い取った。これによりバンドの活動はそれまで通り維持できることになり、1996年末をもってバンドの名称から"ミルズ"を除き、ブラック・ダイク・バンドとした。なおブラッドフォード・アンド・ビングリーはスポンサーの一つという位置づけで支援を続けた。
バンドは設立以来、今日に至るまで、専用の練習室を持ち、途切れることなく活動を続けている。

### 演奏会
設立以来、非常に活発な活動を続けている。たとえば1897年ではヨークシャーを中心に1月20日から12月25日まで、合計103回（系133日）のコンサートを行っている。また第二次大戦後は全ヨーロッパ、北米、日本などへの海外ツアーも頻繁に行っている。2009年にはシドニーのオペラハウスで演奏会を行った。1984年、1990年、2016年、2017年に来日している。
2019年に2年ぶりに来日。

### コンテスト
ブラック・ダイク・バンドは、ヨークシャー地区、ヨーロッパ、ブリティッシュ・オープン、全英の4つの大会すべてで一位となるグランド・スラムを達成した史上初のバンドである。またそれと同じ1985年に、BBC のバンド・オブ・ザ・イヤーにも投票で選ばれている。
ヨーロッパ選手権で13回、全英ブラスバンド選手権で24回、ブリティッシュ・オープンで30回の優勝を誇り、いずれも大会最多優勝回数である。

## 録音
ブラック・ダイク・バンドはクラシック音楽を始めとして、広いジャンルで非常に多くの録音を行っている。トロンボーン奏者のダグラス・ヤオ (Douglas Yeo) との共演、トーリ・エイモス、ピーター・ガブリエル、ザ・ビューティフル・サウスなどとの録音もある。

### ビートルズとの関係
1968年にバンドは、ビートルズのレーベルであったアップル・レコードからシングル盤を発売した。レコードのA面はレノン＝マッカートニー作曲でインストルメンタルの "Thingumybob" という曲で、これはヨークシャーテレビ (Yorkshire Television) が放映したスタンリー・ホロウェイ (Stanley Holloway) 出演の、同名のシチュエーション・コメディ番組のテーマ曲であった。B面はやはりレノン＝マッカートニーの「イエロー・サブマリン」を金管バンドとして演奏したものであった。このシングルでは演奏者が John Foster & Sons Ltd Black Dyke Mills Band（ジョン・フォスターとその息子の会社であるブラック・ダイク・ミルズのバンド、といった意）で、指揮と編曲はジェフリー・ブランド (Geoffrey Brand)、プロデュースはポール・マッカートニーであった。このシングルは、アップル・レコードが1968年8月30日に、創立して最初に発売した4枚のレコードのうちの一つである (カタログ番号は APPLE 4、Apple Records discography参照)。その後の1979年にも、マッカートニーのバンド、ウイングスのラスト・アルバムである『バック・トゥ・ジ・エッグ』で録音に参加している。

## メンバー
音楽監督・首席指揮者 : ニコラス・チャイルズ(Nicholas J Childs)
現在の各パートの首席奏者は以下である。
- ソプラノ・コルネット：マーティン・アーウィン (Martin Irwin)
- コルネット：リチャード・マーシャル (Richard Marshall)
- フリューゲルホルン：ゾーイ・ハンコック (Zoe Hancock)
- テナーホルン：シボーン・ベイツ (Siobhan Bates)
- バリトン : カトリーナ・マーゼラ(Katrina Marzella)
- トロンボーン：ブレット・ベイカー (Brett Baker)
- バス・トロンボーン：エイドリアン・ハースト (Adrian Hirst)
- ユーフォニアム：ダニエル・トーマス(Daniel Thomas)
- E♭バス：ハリー・カニンガム(Harry Cunningham )
- B♭バス : マシュー・ラウトリー(Matthew Routley)
- パーカッション：エイドリアン・スミス (Adrian Smith)

また、元首席打楽器奏者のポール・ロヴァット＝クーパー (Paul Lovatt-Cooper) が提携作曲家（Composer in Association）を務める。

## その他
モットーはラテン語で JUSTUM PERFICITO NIHIL TIMETO である (何をも恐れず、正しい行いをせよ)。
現在の首席指揮者はウェールズ出身でユーフォニアム奏者でもあるニコラス・チャイルズ (Nicholas Childs) 博士である。前任者はトランペット奏者のジェイムズ・ワトソン (James Watson) であった。ブラック・ダイク・バンドは現在、マンチェスターの王立ノーザン音楽大学 (Royal Northern College of Music、RNCM) に招聘バンドとして招かれており、ニコラス・チャイルズはその大学の金管バンドの指揮者も兼ねている。
各選手権における輝かしい成績から、ギネス・ブックに「世界で最も成功したバンド」として登録されている。

## 参考書籍
- Newsome, Roy (2005). 150 Golden Years: The History of Black Dyke Band. London: World Brass. ISBN 0854127410